# Bezirk Teschen

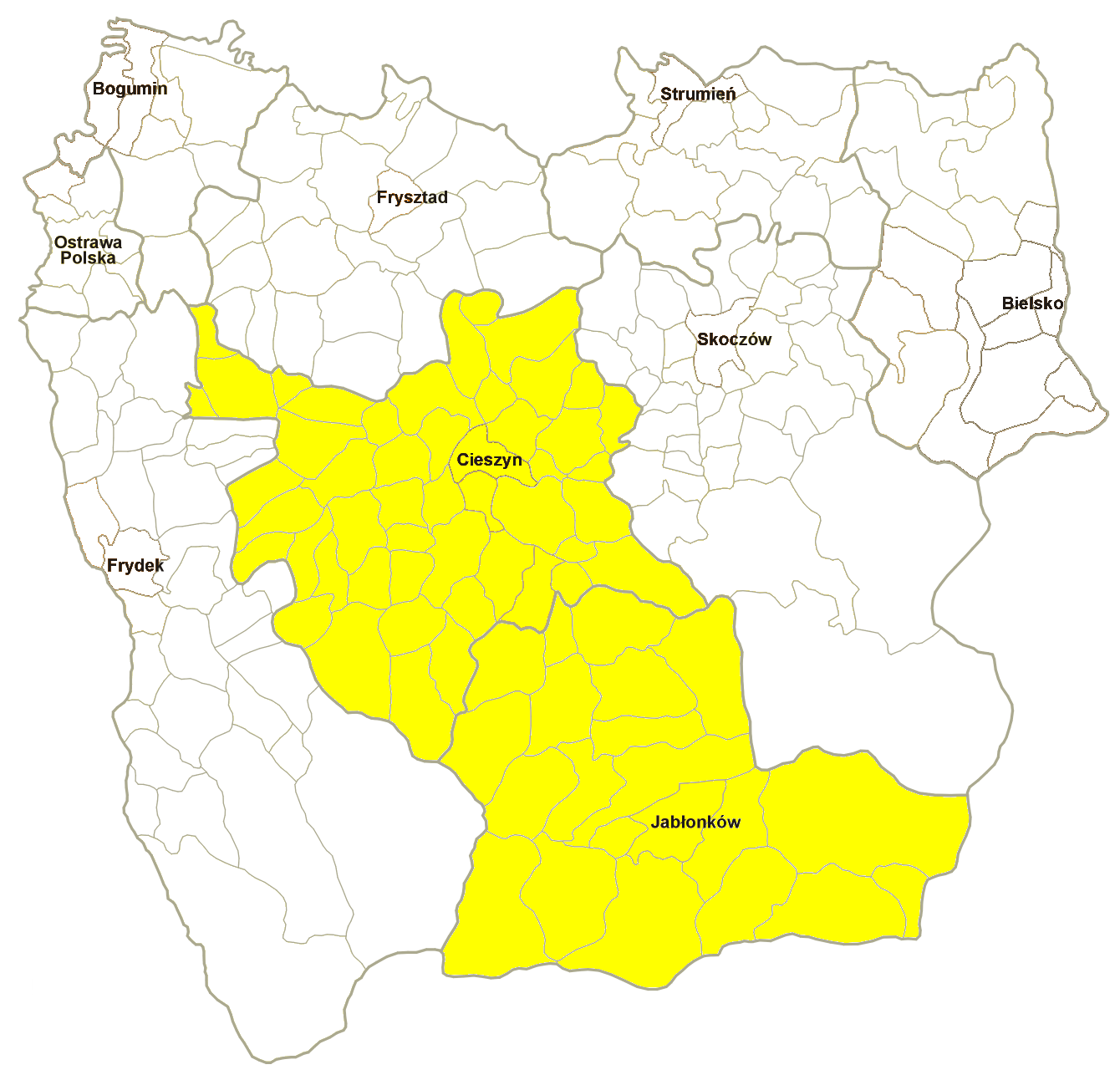
Powiat Cieszyn w 1910 roku we wschodniej części Śląska Austriackiego (Śląsk Cieszyński)

Powiat polityczny Cieszyn (niem. Politischer Bezirk Teschen) – dawny powiat (Bezirk) Cesarstwa Austrii (a od 1867 Austro-Węgier), istniejący w latach 1850-1855 i 1868-1918 na terenie przedlitawskiej prowincji Śląsk Austriacki.

## Historia
Wiosna Ludów w Cesarstwie Austriackim pociągnęła za sobą liczne przemiany społeczne, prawne, jak również administracyjne. Pod koniec grudnia 1849 usamodziełnił się Śląsk Austriacki jako kraj koronny. Podzielono go następnie na siedem powiatów politycznych, w tym z siedzibą w Cieszynie. Powiaty polityczne podzielono na mniejsze powiaty sądowe. Powiat cieszyński podzielono w ten sposób na frysztacki, cieszyński i jabłonkowski. W okresie rządów Aleksandra Bacha w 1855 zlikwidowano powiaty polityczne a w ich miejsce ustanowiono Urzędy Powiatowe (niem. Bezirkamt) pokrywające się terytorialnie z powiatami sądowymi. W 1863 wydano ważną dla samorządów śląską krajową ustawę gminną. W 1868 przywrócono powiaty polityczne, a do powiatu cieszyńskiego wcielono powiat sądowy frydecki z byłego powiatu politycznego frydeckiego, a wydzielono z niego powiat sądowy frysztacki w celu utworzenia powiatu politycznego Frysztat. W 1880 roku powiat polityczny liczył 101 gmin, w tym powiat sądowy cieszyński 49, frydecki 32, jabłonkowski 20. Do 1890 liczba gmin wzrosła do 102, ponieważ wcześniej z gminy Błędowice Górne wydzielono Żermanice. 1 stycznia 1890 rozdzielono gminę Łomna na Łomna Górna i Łomna Dolna. 1 października 1901 reaktywowano powiat polityczny frydecki poprzez wyłączenie obszaru powiatu sądowego frydeckiego (33 gminy) z powiatu politycznego cieszyńskiego. Tym samym w 1910 powiat polityczny cieszyński liczył około 730 km², 70 gmin (49 w powiecie sądowym cieszyńskim i 21 w jabłonkowskim).
Według spisów ludności przeprowadzonych w latach 1880, 1890, 1900 i 1910 powiaty sądowe Cieszyn i Jabłonków liczyły w sumie:
- 1880: 76 512
- 1890: 81 401 (w tym powiecie sądowym cieszyńskim ludności polskojęzycznej było 39.258, natomiast ludności czeskiej znacznie mniej - 4.912[4])
- 1900: 91 031
- 1910: 102 552

Po I wojnie światowej Śląsk Cieszyński w tym także obszaru powiatu stał się przedmiotem sporu granicznego pomiędzy Polską a Czechosłowacją, co doprowadziło do wybuchu wojny polsko-czechosłowackiej oraz do ostatecznego podziału regionu i powiatu decyzją Rady Ambasadorów z 20 lipca 1920. Większa część austriackiego powiatu cieszyńskiego znalazła się w granicach Czechosłowacji, gdzie na jego obszarze powstał powiat Czeski Cieszyn, natomiast mniejsza część powiatu która znalazła się w Polsce została powiększona o część gmin z powiatu bielskiego i przyłączona do województwa śląskiego.

## Podział na gminy
Stan według spisu powszechnego z 1910 roku:
Powiat sądowy Jabłonków (Gerichtsbezirk Jablunkau)
1. Bystrzyca (Bistrzitz)
2. Boconowice (Boconowitz)
3. Bukowiec (Bukowetz)
4. Gródek (Grudek)
5. Istebna
6. Jabłonków (Jablunkau)[b]
7. Jaworzynka (Jaworzinka)
8. Karpętna (Karpentna)
9. Koniaków (Koniakau)
10. Koszarzyska (Koszarzisk)
11. Łyżbice (Lischbitz)
12. Łomna Dolna (Unter Lomna)
13. Łomna Górna (Ober Lomna)
14. Milików (Millikau)
15. Mosty koło Jabłonkowa (Mosty)
16. Nawsie (Nawsi)
17. Nydek (Niedek)
18. Oldrzychowice (Oldrzychowitz)
19. Piosek
20. Tyra
21. Wędrynia (Wendrin)

Powiat sądowy Cieszyn (Gerichtsbezirk Teschen)
1. Bażanowice (Bażanowitz)
2. Błędowice Dolne (Nieder Bludowitz)
3. Bobrek
4. Brzezówka (Brzezuwka)
5. Datynie Dolne (Nieder Dattin)
6. Dobracice (Dobratitz)[c]
7. Domasłowice Dolne (Nieder Domaslowitz)[d]
8. Domasłowice Górne (Ober Domaslowitz)
9. Dzięgielów (Dzingelau)
10. Ligotka Kameralna (Kameral Ellgoth)
11. Grodziszcz (Grodischcz)
12. Gumna
13. Guty (Gutty)
14. Hażlach (Haslach)
15. Gnojnik (Hnojnik)
16. Kojkowice (Kojkowitz)
17. Końska (Konskau)
18. Kocobędz (Kotzobendz)[e]
19. Krasna[f]
20. Leszna Dolna (Nieder Lischna)
21. Leszna Górna (Ober Lischna)
22. Mistrzowice (Mistrzowitz)[g]
23. Mnisztwo (Mönichhof)
24. Mosty
25. Niebory
26. Ogrodzona (Ogrodzon)
27. Pastwiska (Pastwisk)[h]
28. Pogwizdów (Pogwisdau)[i]
29. Puńców (Punzau)
30. Ropica (Roppitz)
31. Rzeka
32. Sibica (Schibitz)[j]
33. Szobiszowice (Schöbischowitz)[k]
34. Szumbark (Schumbarg)
35. Śmiłowice (Smilowitz)[l]
36. Stanisłowice (Stanislowitz)
37. Miasto Cieszyn (Teschen Stadt)[m]
38. Cierlicko Dolne (Nieder Tieritzko)
39. Cierlicko Górne (Ober Tierlitzko)
40. Toszonowice Dolne (Nieder Toschonowitz)
41. Toszonowice Górne (Ober Toschonowitz)
42. Trzanowice (Trzanowitz)[n]
43. Trzyniec (Trzynietz)
44. Trzycież (Trzytiesch)
45. Wielopole (Wielopoli)
46. Zamarski (Zamarsk)
47. Żuków Dolny (Nieder Zukau)
48. Żuków Górny (Ober Zukau)
49. Żywocice (Zywotitz)